# Meana Sardo
Meana Sardo (sardinski: Meàna) je grad i općina (comune) u pokrajini Nuoru u regiji Sardiniji, Italija. Nalazi se na nadmorskoj visini od 588 metara i ima 1 813 stanovnika.
 Prostire se na 73,8 km². Gustoća naseljenosti je 25 st/km².
Susjedne općine su: Aritzo, Atzara, Belvì, Laconi i Samugheo.